# Humanités classiques
Pour les articles homonymes, voir Humanités.

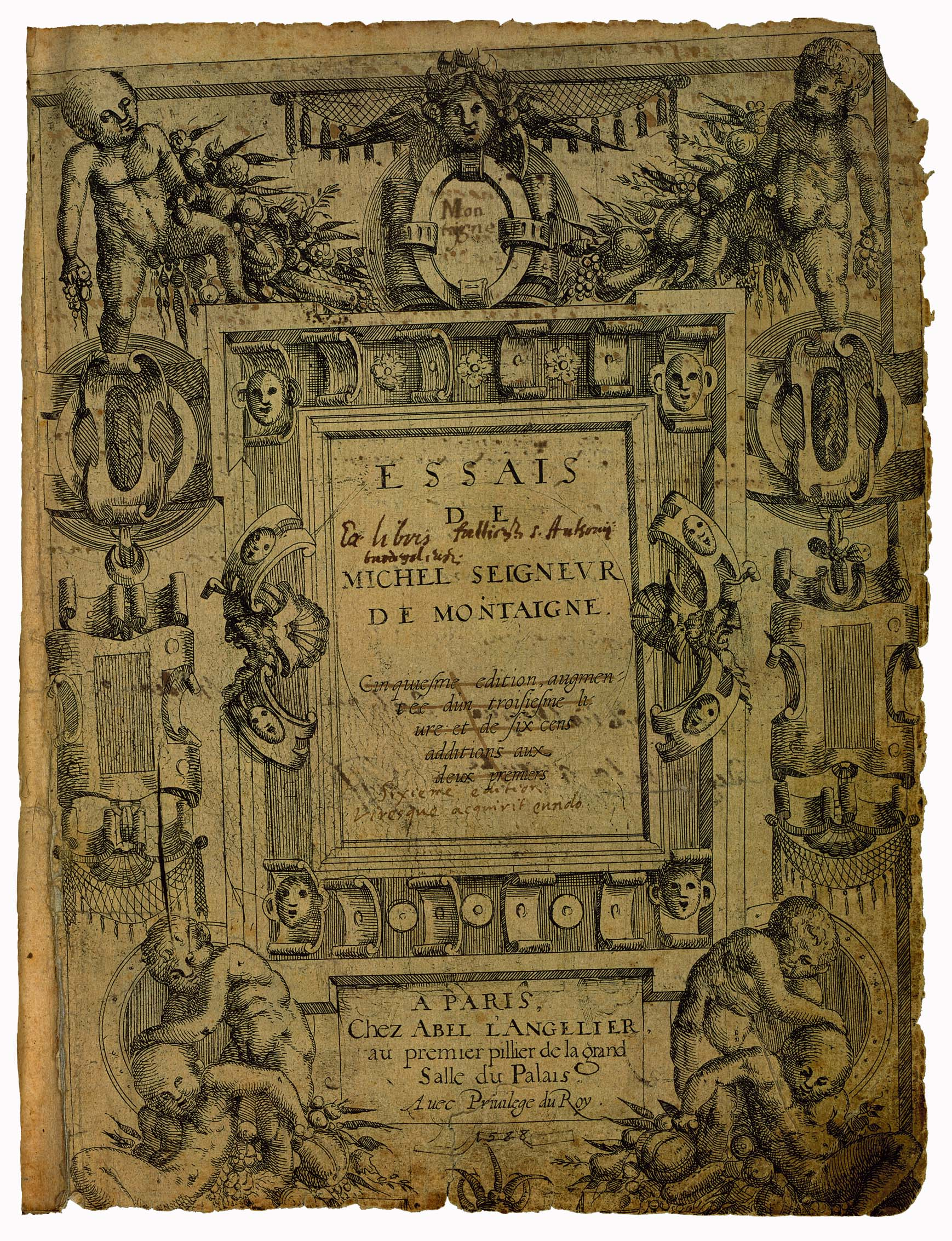
Montaigne fut un fervent défenseur des Humanités.

Les humanités classiques (aussi appelées lettres classiques ou études classiques) sont un ensemble de disciplines universitaires et scolaires ayant pour objet les littératures grecque et latine. 

## Concept
Le terme « humanités » vient de l'expression latine studia humanitatis, qui signifie littéralement « étude de l'humanité ». L'expression désigne les lettres antiques. Humanitas désigne l'« humanité » en latin.
Le sens du mot évolue et est retravaillé tout au long de la Renaissance. Les litterae humaniores désignent les enseignements profanes, par opposition aux litterae divinae et sacrae. Les studia humanitatis désignent les études de grammaire et rhétorique, histoire, poésie et philosophie morale. Au sein de cet enseignement, l'histoire possède une place exceptionnelle, où elle est, comme disait Cicéron, Lumière de la vérité et maîtraisse de vie. On a appelé « humanistes » les personnes cultivées, souvent savantes, qui avaient une bonne connaissance des textes antiques et de leur philosophie. Érasme, Thomas More, Guillaume Budé, etc., font partie de ces humanistes.
Le mot « humanisme » met toutefois du temps pour apparaître dans la langue française. Selon l'historien Jean Delumeau, le mot apparaît peu avant la seconde moitié du XVIIIe siècle. En allemand, le mot Humanismus est employé avant que le français ne l'adopte. Le terme « humanités classiques » était utilisé sans épithète pour caractériser un ensemble de savoirs transmis à l'école durant l'Ancien Régime. Ainsi, pour Marie-Madeleine Compère et André Chervel, « les humanités classiques se définissent d’abord et surtout par une « éducation », une éducation esthétique, rhétorique, mais également morale et civique ».
Le terme « humanisme » est très employé à partir du XVIIIe siècle, essentiellement pour décrire le courant humaniste de la Renaissance. Le terme a aussi un sens plus philosophique, l'humanisme étant une conception de l'Homme et de sa place dans le cosmos.
Aujourd'hui, l'adjectif permet de le différencier de ce que les anglais appellent humanities, traduit en français par humanités, et qui désigne plus largement un ensemble de disciplines articulées autour des lettres classiques et modernes, de la littérature et de la philosophie. Les humanités classiques sont l'équivalent des termes anglais classics ou classical studies.

## Objectifs
L'étude des humanités a vocation à bâtir une culture générale érudite et à permettre l'articulation de savoirs antiques et modernes. L'étude des humanités dispose aussi d'une composante linguistique, telle que l'étude des langues anciennes permet d'accéder à la vérité des textes anciens, mais aussi à l'apprentissage de langues nouvelles.
L'étude d'auteurs païens a souvent été critiquée. Les tentatives de promotion des écrits des Pères de l'Église ont eu un succès médiocre, mais les textes soumis à l'étude étaient sélectionnés pour leur compatibilité avec la morale chrétienne.

## Évolution au cours de l'Histoire
Il n'y a pas de réelle discontinuité entre l'enseignement des arts libéraux dans les écoles de l'Antiquité, et celui des Humanités avant le XIXe siècle.

### Époque carolingienne
À partir du milieu du VIIIe siècle le gallo-roman émerge à partir du latin vulgaire; devenant une langue définitivement autonome de la langue latine employée par les lettrés.
Sous l'impulsion de Charlemagne, pour unifier la langue utilisée dans les administrations de l'empire, on entreprend une restauration du latin du VIe siècle selon la grammaire d'Ælius Donatus. Alcuin révise la Vulgate de Jérôme de Stridon et celle-ci s'impose lentement, face au diverses Vetus Latina, comme traduction officielle de la bible en latin.

### XIVesiècle
Pétrarque au XIVe siècle, fut un précurseur du courant humaniste de la Renaissance.

### XVesiècle-XVIesiècle
À partir du XVe siècle l'étude du grec et de l'hébreu ancien se répand. Cet enseignement sera violemment combattu par les maîtres scolastiques et dans le contexte des guerres de Religion il restera marginal dans les pays de la Contre-Réforme.
- Leonardo Bruni (v. 1370-1444)
- Laurent Valla (1407-1457)
- Filippo Beroaldo (1453-1505)
- Ange Politien (1454-1494)
- Érasme (v. 1466-1536)
- Guillaume Budé (1467-1540)
- Thomas More (1478-1535)
- Philippe Melanchthon (1497-1560)
- Paul Manuce (1512-1574)
- Piero Vettori (1499-1585)
- Henri II Estienne (1528-1598)

### XVIIesiècle-XVIIIesiècle
Au XVIIe siècle, le latin est encore la langue véhiculaire de l'élite européenne. Il perd progressivement de son attrait au profit du français; son usage se restreint aux milieux cléricaux et académiques. La maîtrise du latin restait indispensable pour le futur étudiant. En effet, à l'Université, le professeur dictait son cours en latin et les candidats devaient rédiger leur thèse dans cette langue. Cette situation n'était pas sans poser de problème car malgré les années de préparation, la maîtrise de la langue latine restait médiocre. L'écrivain Gasparo Gozzi note ainsi que dans l'université de sa ville (Padoue) il n'y a que 30 étudiants sur 300 qui « comprennent moyennement la langue latine ».
L'enseignement du latin et du grec :
- chez les oratoriens
- chez les jésuites

C'est à cette époque qu’apparaît la Querelle des Anciens et des Modernes, une remise en cause des auteurs antiques comme modèles indépassables.

### XIXesiècle-XXesiècle
Au XIXe siècle, on assiste en France à un renouveau du latin dans l'enseignement mais celui-ci est davantage défendu comme un outil indispensable à la maîtrise du français que pour son intérêt per se. À une époque où le français est encore loin d'être parlé partout, l'apprentissage de la lecture sur des textes en latin se poursuit cependant jusque dans le milieu du XIXe siècle.
Au XXe siècle le terme humanités désigne de manière générale l'enseignement secondaire suivi par les jeunes de 12 à 18 ans[réf. nécessaire]. Cet enseignement s'est considérablement étendu et spécialisé depuis les siècles précédents et les jeunes qui apprennent le grec et le latin deviennent rares.
En fonction de leur âge et des différents pays, les élèves peuvent ainsi opter à différents stades du cursus scolaire pour des humanités classiques ou spécialisées dans des spécialités aussi diverses que les mathématiques, les sciences exactes, les sciences humaines, les langues modernes, les techniques, les arts ou les sports (ou la combinaison de plusieurs disciplines).
La réussite des six ou sept années d'humanités donne généralement accès à l'enseignement supérieur, universitaire ou non.
Bon nombre d'établissements publics ou privés (libres confessionnels ou non-confessionnels) dispensent l'enseignement secondaire. Les établissements d'enseignement général purement intellectuels sont généralement distincts des établissements à vocation technique marquant généralement une scission entre une tradition bourgeoise et une tradition ouvrière. De nombreux pouvoirs organisateurs organisent un enseignement conforme à leurs besoins, objectifs et traditions, dont les communautés religieuses ou l'armée.
En France, l'enseignement des quatre premières années (sixième, cinquième, quatrième, troisième) est prodigué dans un collège, celui des trois dernières années dans un lycée (seconde, première, terminale). 
En Belgique jusqu'à l'instauration de la mixité en 1974, dans l'enseignement public officiel relevant directement de l'État, les filles fréquentaient les lycées et les garçons les athénées. Dans l'enseignement libre catholique, l'instauration de la mixité fut progressive, les filles fréquentaient alors les instituts et les garçons les collèges. Dans les années 1990, la plupart des établissements publics ont été renommés sans distinction athénées. Depuis la fédéralisation de l'État belge et la communautarisation de certaines compétences, l'enseignement public officiel relève maintenant des communautés linguistiques du pays (Communauté française devenue en 2011 Fédération Wallonie Bruxelles, Communauté flamande et Communauté germanophone).